# Cornelius Johnson
Cornelius Cooper Johnson, né le 28 août 1913 à Los Angeles et mort le 15 février 1946 à San Francisco, est un ancien athlète américain, qui pratiquait le saut en hauteur.

## Carrière sportive
Aux Jeux olympiques d'été de 1932 à Los Angeles, Johnson se classe 4e du concours du saut en hauteur, avec 1,97 m.
En 1936, lors des sélections olympiques américaines, il devient recordman du monde en franchissant 2,07 m.
Aux Jeux olympiques d'été de 1936 à Berlin, il devient champion olympique, avec 2,03 m.

## Palmarès

### Jeux olympiques
- Jeux olympiques d'été de 1932 à Los Angeles :
  - 4e au saut en hauteur
- Jeux olympiques d'été de 1936 à Berlin :
  -  Médaille d'or au saut en hauteur